# Przytuły-Kolonia
Przytuły-Kolonia – wieś w Polsce położona w województwie podlaskim, w powiecie łomżyńskim, w gminie Przytuły.

## Historia
W latach 1921–1939 wieś leżała w województwie białostockim, w powiecie kolneńskim (od 1932 w powiecie łomżyńskim), w gminie Przytuły.
Według Powszechnego Spisu Ludności z 1921 roku zamieszkiwało tu 188 osób w 35 budynkach mieszkalnych. Miejscowość należała do miejscowej parafii rzymskokatolickiej w m. Przytuły. Podlegała pod Sąd Grodzki w Stawiskach i Okręgowy w Łomży.
W latach 1975–1998 miejscowość należała administracyjnie do województwa łomżyńskiego.
Mieszkający we wsi wierni kościoła rzymskokatolickiego należą do parafii Krzyża Świętego w Przytułach.